# Erik Gunnes
Erik Gunnes, född 30 augusti 1924 i Bodø, död 3 februari 1999 i Oslo, var en norsk historiker och Bibel-översättare.
Till utbildningen var Gunnes filosofie doktor; doktorsavhandlingen Kongens ære. Kongemakt og kirke i «En tale mot biskopene» (1971) är en analys av bakgrunden till striden mellan Birkebeinarna och Baglerna. Han tjänstgjorde 1979–1992 som professor i historia vid Universitetet i Oslo. Hans forskargärning gällde företrädesvis medeltiden.
Gunnes författade bland annat Giorgio La Pira (1960, jämte Gunnel Vallquist), Rikssamling og kristning ca. 800–1177 (1976, band 2 i Cappelens Norges historie), Religioner på marsj (1983, band 4 i Aschehougs verdenshistorie), Klosterliv i vesten (1986) och Erkebiskop Øystein: statsmann og kirkebygger (1996).
År 1968 utkom Gunnes översättning av Nya Testamentet (en del av den kristna Bibeln), försedd med kommentarer och inledning. Samma år publicerades, under titeln Kjærlighetens evangelium, Gunnes översättning av Johannesevangeliet och Första Johannesbrevet. Verket pryds av illustrationer av Jakob Weidemann.